# Ossa (województwo mazowieckie)
Ossa – wieś w Polsce położona w województwie mazowieckim, w powiecie przysuskim, w gminie Odrzywół.
W skład sołectwa Ossa wchodzi wieś Walerianów.
| SIMC    | Nazwa         | Rodzaj    |
| ------- | ------------- | --------- |
| 1058214 | Pod Domasznem | część wsi |
| 0630132 | Podebdziach   | część wsi |

Do 1954 roku istniała gmina Ossa. W latach 1975–1998 miejscowość położona była w województwie radomskim.
Wierni Kościoła rzymskokatolickiego należą do parafii św. Jadwigi w Odrzywole.

## Ludzie urodzeni we wsi
- ks. Jan Zieja (1897–1991) – polski duchowny, działacz społeczny, tłumacz, publicysta i pisarz religijny, żołnierz wojny roku 1920, obrony z września 1939 r., kapelan Szarych Szeregów i AK, uczestnik powstania warszawskiego, działacz opozycji niepodległościowej w PRL, podpułkownik WP.